# Grodno (okręg)
Grodno (niem. Verwaltungsbezirk Grodno) – okręg administracyjny utworzony pod koniec 1915 r. w ramach zarządu Ober-Ost na okupowanych przez wojska niemieckie obszarach części dawnej guberni grodzieńskiej. 1 kwietnia 1916 r. z powiatu grodzieńskiego wydzielono miasto Grodno jako odrębny powiat miejski. 1 listopada 1916 r. został połączony z dotychczasowym okręgiem Białystok w okręg Białystok-Grodno.